# Warmiany
Warmiany (deutsch Schönwalde) ist ein Ort in der polnischen Woiwodschaft Ermland-Masuren. Er gehört zur Gmina Bisztynek (Stadt- und Landgemeinde Bischofstein) im Powiat Bartoszycki (Kreis Bartenstein).

## Geographische Lage
Warmiany liegt in der nördlichen Mitte der Woiwodschaft Ermland-Masuren, 21 Kilometer östlich der früheren Kreisstadt Heilsberg (polnisch Lidzbark Warmiński) bzw. 16 Kilometer südöstlich der heutigen Kreismetropole Bartoszyce (deutsch Bartenstein).

## Geschichte
Bei dem vor 1820 Schönwald genannten Ort handelt es sich um ein weit gestreutes Dorf. Die Landgemeinde Schönwalde wurde 1874 Teil des neu gebildeten Amtsbezirks Wuslack (polnisch Wozławki) im ostpreußischen Kreis Heilsberg und war ihm bis 1945 zugeordnet.
220 Einwohner waren im Jahre 1885 in Schönwalde registriert, im Jahre 1910 waren es 194. Ihre Zahl stieg bis 1933 auf 213 und belief sich 1939 noch auf 208.
Mit der Abtretung des gesamten südlichen Ostpreußen an Polen im Jahre 1945 erhielt Schönwalde die polnische Namensform „Warmiany“. Heute ist das Dorf in die Stadt- und Landgemeinde Bisztynek (Bischofstein) im Powiat Bartoszycki (Kreis Bartenstein) eingegliedert, von 1975 bis 1998 der Woiwodschaft Olsztyn, seither der Woiwodschaft Ermland-Masuren zugehörig. Im Jahre 2021 zählte Warmiany 42 Einwohner.

## Kirche
Bis 1945 war Schönwalde in die evangelische Kirche Bischofstein (polnisch Bisztynek) in der Kirchenprovinz Ostpreußen der Kirche der Altpreußischen Union, außerdem in die römisch-katholische Kirche Wuslack (polnisch Wozławki) im damaligen Bistum Ermland eingepfarrt.
Heute gehört Warmiany katholischerseits weiterhin zu Wozławki, das jetzt dem Erzbistum Ermland zugeordnet ist. Evangelischerseits gehört das Dorf zur Kirche in Bartoszyce (Bartenstein), einer Filialkirche der Pfarrei Kętrzyn (Rastenburg) in der Diözese Masuren der Evangelisch-Augsburgischen Kirche in Polen.

## Verkehr
Warmiany liegt östlich der polnischen Landesstraße 57 (frühere deutsche Reichsstraße 128) und ist von dort über die Abzweige in Bisztynek (Bischofstein) und Wozławki (Wuslack) auf jeweils direktem Wege zu erreichen. Eine Bahnanbindung besteht nicht.

## Persönlichkeiten des Ortes
- Franz Goerig (* 10. Dezember 1825 in Schönwalde), deutscher Arzt und ostpreußischer Abgeordneter († 1887)